# Асен Николов (фабрикант)
Вижте пояснителната страница за други личности с името Асен Николов.
Асен Николов Семов е български фабрикант от първата половина на ХХ век. Основава първата в България парна фабрика за боядисване и избелване на прежди.

## Биография
Роден е на 7 август 1885 г. в село Микре, Ловешко. Син е на Никола Семов-Хъша – участник в националноосвободителното движение, който вербува четници за Ботевата чета и е опълченец в Руско-турската война.
Асен Николов учи машинно инженерство в Морско училище във Варна. Запознава се с текстилната индустрия в Кралство Белгия и през 1909 г. в района на Сес Севмес заедно с П. Вичев открива парна бояджийска фабрика. През 1914 г. предприятието работи в съдружие с член на семейството варненски финансисти Паница.
От 21 юли 1918 година Асен Николов е акционер в дружество „Текстил", основано в София. Притежаването на две текстилни фабрики във Варна води до преместване на централата на дружеството в морската столица. Капиталът на дружеството се увеличава шест пъти през следващите години, а дяловото участие на Николов набъбва до 90%.
През 1919 г. Асен Николов е кандидат за народен представител от Народната партия и попада под медийното внимание относно придобиването на общински строителен терен за предприятието си. Съосновател и сътрудник на списание „Български техник“, член на Варненската търговско-индустриална камара от квотата на индустриалците. През 1928 ръководеното от Николов дружество „Текстил“ разполага с две жилищни сгради, в които са настанени 1000 работници. Дружеството закупува общински терен с площ 2000 кв. метра на цена 5 лв. за декар, на който планира да издигне триетажно общежитие за още 2000 работници в памучната си индустрия. Първи сведения относно обвинения в експлоатация на текстилните работници се появяват в пресата през 1928 г.  През 1929 г. памучната фабрикантът дарява 20000 лв. за изграждането на болнично заведение - диспансер за лечение и профилактика на туберкулозата във Варна.
През тридесетте години на ХХ век Асен Николов участва активно в морската търговия и износа на жив добитък и месни продукти. През 1935 в бившата бирена фабрика Николов изгражда хладилна инсталация за съхранение на месни и други продукти, предназначени за износ. В навечерието на Втората световна война значителни частни дялове от БТПД се концентрират под контрола на варненския индустриалец.